# Hochzeitsbitter

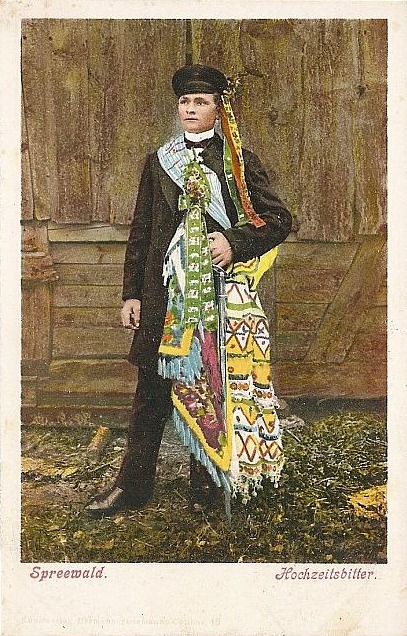
Sorbischer Hochzeitsbitter aus dem Spreewald, um 1900

Als Hochzeitsbitter, auch Hochzeitslader oder -läder (von bitten und einladen), in Westfalen auch Gassenbitter (Gästebitter), in Altbayern auch Progoder (vom lat. procurator), in Norddeutschland Köstenbidder, in slawisch beeinflussten Gebieten Druschma, Druschmer oder Braschka, werden Personen im deutschen Sprachraum bezeichnet, die bei der Vorbereitung einer Hochzeit die Rolle des Einladers und während der Hochzeitsfeier die Rolle eines organisierenden und oft lustigen Unterhalters übernehmen. Die grundsätzliche Funktion der traditionellen Hochzeitsbitter ist abgewandelt in fast allen Kulturen weltweit nachzuweisen und nicht auf Europa beschränkt.
Im regionalen und europäischen Volksgruppen-Brauchtum existieren viele verschiedene, den Hochzeitsbittern zugeordnete Aufgaben, teilweise mit Ritualcharakter. Dabei ist es vom jeweiligen Brauchtum abhängig, ob jeweils die jüngeren Trauzeugen des Brautpaares die Hochzeitsbitterrolle übernehmen, eine frei gewählte oder örtlich feste weibliche oder männliche Einzelperson oder aber eine Person, die in einem bestimmten Verwandtschaftsverhältnis zu einem der Brautleute steht (z. B. der jüngste Bruder der Braut).
Häufig werden die mündlich und persönlich vorgebrachten Einladungen an die Gäste in althergebrachter Spruchform aufgesagt, gleiches gilt für unterhaltende Sprüche und Reden während der Hochzeitsfeier, insbesondere zu den Mahlzeiten. Auch bestimmte Utensilien, wie beispielsweise einen bunt geschmückten Bitterstock oder -stab und alkoholische Getränke „als Vorgeschmack“, führt ein Hochzeitsbitter zur Einladung meistens mit sich. Ebenfalls gibt es, kulturell unterschiedlich, typische Hochzeitsbitterbekleidung oder bestimmte schmückende Kleidungsbestandteile (z. B. hohe bunte Hüte).
Bei den Sorben unterhält ein Braška die Gäste. In der sorbischen Kultur übernehmen oft sprachgewandte Männer die Hochzeitsbitteraufgabe als festes „Amt“ für längere Zeit und damit für viele Hochzeitspaare in einem Ort oder einer Region.
Im alpenländischen Raum, insbesondere auf Bauernhochzeiten in Ober- und Niederbayern, ist das Gstanzlsingen der Hochzeitslader verbreitet, die sich dabei scherzhaft bis derb über die Brautleute und ihre Gäste lustig machen.